# Caroline Omamo
Caroline Omamo, née le 29 novembre 1968 à Kisumu, est une joueuse kényane de basket-ball.

## Biographie
Elle fait partie de l'équipe du Kenya de basket-ball féminin, avec laquelle elle participe au Championnat du monde 1994.